# Звєрево (Нижньогородська область)
Звєрево (рос. Зверево) — село в Гагинському районі Нижньогородської області Російської Федерації.
Населення становить 199 осіб. Входить до складу муніципального утворення Большеаратська сільрада.

## Історія
Від 2009 року входить до складу муніципального утворення Большеаратська сільрада.

## Населення
| 2002 | 2010 |
| ---- | ---- |
| 211  | ↘199 |